# 국립가야문화유산연구소
국립가야문화유산연구소(國立伽倻文化遺産硏究所, Gaya National Research Institute of Cultural Heritage), 과거 국립가야문화재연구소(國立伽倻文化財硏究所)는 국립문화유산연구원의 소속기관이다. 2007년 11월 30일 발족하였으며, 경상남도 창원시 의창구 용지로 256에 위치하고 있다. 소장은 서기관·기술서기관 또는 학예연구관으로 보한다.

## 연혁
- 1990년 1월 3일: 문화재연구소 소속으로 창원문화재연구소 설치.[2]
- 1990년 6월 16일: 창원문화재연구소 개소.
- 1995년 11월 24일: 신축 청사 준공.
- 1995년 11월 22일: 국립문화재연구소 소속으로 변경.[3]
- 2005년 8월 16일: 국립창원문화재연구소로 개편.[4]
- 2007년 11월 30일: 국립가야문화재연구소로 개편.[5]

## 관할구역
- 부산광역시
- 울산광역시
- 경상남도

## 조직

### 소장
- 기획운영과[6]
- 학예연구실[7]